# Аминев, Александр Михайлович
Александр Михайлович Аминев (1904—1984) — советский учёный и хирург, профессор, доктор медицинских наук (1938). Один из пионеров и основоположников лапароскопии в России.

## Биография
Родился 12 августа 1904 года в селе Покровском Ирбитского уезда (по другим данным Екатеринбургского уезда) в семье учителей.
С 1914 по 1919 годы учился в Ирбитской мужской гимназии, затем (до 1921 года) — в ирбитской школе второй ступени.
Окончил медицинский факультет Пермского университета, после чего прошёл путь от клинического ординатора до директора Пермского стоматологического института.
Первый учебный год он работал на базе кафедры госпитальной хирургии, заведующим которой был профессор В. Н. Парин.
В 1935 году стал кандидатом медицинских наук по совокупности печатных работ.
С 1936 по 1937 год был директором пропедевтической хирургической клиники Пермского медицинского института.
С 1936 по 1938 год — секретарь редакции Трудов Пермского медицинского института.
С 1937 год — приват-доцент.
С 1937 год по октябрь 1938 года был заведующим кафедрой общей хирургии медицинского института.
В 1938 году A. M. Аминев командируется в 1-й Московский медицинский институт для выполнения диссертационной работы на соискание ученой степени доктора медицинских наук под руководством заслуженного деятеля науки, профессора Н. Н. Бурденко. 23 апреля 1938 года ему выдано соответствующее удостоверение.
С 1938 года по 1942 год был директором и одновременно заведующим кафедрой факультетской хирургии Астраханского медицинского института.
В Великую Отечественную войну был главным хирургом 2-й общевойсковой армии. Александр Михайлович прошел боевой путь от Сталинграда до Берлина.
С 1945 года и до конца своей жизни он руководил кафедрой госпитальной хирургии Куйбышевского медицинского института. Ученики Аминева стали крупными учёными и руководителями медицинских кафедр страны. В 1949 г. по распоряжению министра здравоохранения СССР A. M. Аминев был направлен в Челябинск-40 для налаживания там хирургической работы. Он проработал в Челябинске около двух лет, затем вернулся на работу в Куйбышевский медицинский институт.
А. М. Аминев активно участвовал в общественной жизни: 7 раз избирался депутатом областного, городского и районного Советов депутатов трудящихся, являлся членом редакционного совета журнала «Хирургия», членом правлений Всесоюзного и Всероссийского научных обществ и председателем Куйбышевского областного научного общества хирургов, почетным членом Международного общества проктологов, соредактором журнала «Гастроэнтерология, хирургия ободочной и прямой кишок» (США), почетным членом 11 научных хирургических обществ страны.
Умер в Самаре в 1984 году.

## Научная деятельность
Под руководством Аминева защищено 11 докторских и 38 кандидатских диссертаций, автор 518 научных трудов, в том числе 37 монографий. Под его руководством выполнены 146 диссертаций, из них 33 — докторские.
В воспоминаниях Аминев писал:

На 4-м курсе я курировал больного, страдающего раком кардиального отдела пищевода. Просмотрев доступную литературу, руководство по хирургии, я понял, что рак этой локализации считается иноперабельным. Пошел на кафедру оперативной хирургии, вскрыл по средней линии живота брюшную стенку у трупа выше пупка. Вполне можно оперировать. А если будет тесно, рассечь диафрагму и еще низвести пищевод. Все это описал в истории болезни и высказал дерзкую мысль, вопреки установленным к тому времени канонам. Записал, что этих больных следует подвергать оперативному лечению. Нужно начинать эти операции делать, они технически выполнимы.

В 1937 году Аминев начал изучать и разрабатывать эндоскопический метод «перитонеоскопия» (в настоящее время — «лапароскопия»). Перитонеоскопия не получила в то время полной и правильной оценки, незаслуженно оставалась вне поля зрения большинства врачей, не признавалась отечественными хирургами.
Изучив отечественную и зарубежную литературу по данной проблеме Александр Михайлович, первым в СССР в 1899 году отметил приоритет российского ученого Д. О. Отта в становлении и развитии эндоскопической хирургии. Д. О. Отт осуществил на практике метод вентроскопии (лапароскопия), доказав идею и принципы эндоскопического метода.
Находясь в командировке в факультетской терапевтической клинике 1-го Московского медицинского института (сейчас это Первый Московский государственный медицинский университет им. И. М. Сеченова) в мае 1938 г. выполнил две перитонеоскопии. Директор клиники заслуженный деятель науки РСФСР, профессор М. П. Кончаловский в своем отзыве написал: «Метод перитонеоскопии неизвестен советским врачам… Некоторые картины мне пришлось видеть самому, когда доктор Аминев смотрел у меня в клинике двух больных. Картина получается в высшей степени наглядная. При осторожном применении метода вреда от него не было».
Доцент A. M. Аминев выступил на заседании Хирургического общества Москвы и Московской области с сообщением «Первый опыт перитонеоскопии». Он демонстрировал торакоскоп, приспособленный им для осмотра брюшной полости, технику перитонеоскопии, показания к ней. Озвучил результаты о 24 процедурах, выполненных в клинике Пермского медицинского института по поводу рака желудка, опухоли печени, водянки живота, туберкулезного перитонита, язвы желудка, туберкулезного лимфаденита и других заболеваний. В 10 наблюдениях диагноз был подтвержден, в 1 изменен, в 2 наблюдениях исследование оказалось неудачным, в 7 получил негативный результат, в 5 наблюдениях метод нашел лечебное применение. После того как вопросы к докладчику были заданы председатель профессор Б. Э. Линберг отметил: «Демонстрация интересна как новый способ диагностики заболеваний брюшной полости. Однако надо помнить, что метод этот не безразличный, а потому им нужно пользоваться с осторожностью. Возможно, что этим способом удастся диагностировать туберкулезные перитониты».
Во время работы В Астрахани (1938—1942) А. М. Аминев и сотрудники его кафедры проявляли очень большой интерес к проктологии. Еще работая в Перми, Александр Михайлович опубликовал работы по данной проблеме: «Впечатления от 50 операций по поводу выпадения прямой кишки. За колопексию по Кюммелю. Против операции Рен—Делорм—Бира», «Лечение геморроя на курорте Ключи».
В 1950—1960-е годы проктология как научная проблема в клинике госпитальной хирургии постепенно выдвинулась на первый план, затем заняла ведущее место.
Под руководством профессора A. M. Аминева на кафедре госпитальной хирургии проводили комплексное изучение заболеваний прямой и ободочной кишок, разрабатывали вопросы их диагностики и лечения, занимались разработкой новых способов хирургического лечения, дифференцированного применения различных методов операций. В клинике изучались почти все разделы частной проктологии с использованием оригинальных оперативных методик и новых диагностических приемов. A. M. Аминев создал крупную школу проктологов, которая стала одной из ведущих в стране. В те годы почти одновременно в области проктологии стали работать врачи-проктологи в Москве под руководством профессора А. Н. Рыжих.
Также Аминевым рассматривается патогенез заболеваний прямой кишки в зависимости от особенностей акта дефекации; разработаны наименее травматичные методы хирургического лечения выпадения и свищей прямой кишки, рака, геморроя, анальных трещин, повреждений сфинктера.

## Память
- Имя Александра Аминева присвоено одной из кафедр Самарского медицинского университета, а также премии в области медицины.
- Именем Аминева названа также лекционная аудитория в Самарском медицинском университете.
- Одна из улиц Самары носит его имя.[4]
- На доме, где жил Аминев, установлена мемориальная доска

## Звания и награды
- Заслуженный деятель науки РСФСР (1964)
- Лауреат премии им. Пирогова.
- Награждён орденами и медалями СССР.

## Публикации
- Аминев А. М. Руководство по проктологии. Т. 2. — Куйбышев: Кн. изд-во, 1971.
- Аминев А.М. Геморрой и его лечение // Советская медицина. — 1977. — № 3. — С. 129—133.